# Loricerinae
Die Loricerinae sind eine Unterfamilie der Laufkäfer (Carabidae). Weltweit sind 10 Arten in zwei Gattungen bekannt. In Europa kommt eine Art vor, eine weitere auf der Insel Madeira.

## Merkmale

### Käfer
Die Loricera-Arten sehen mittelgroßen Arten der Gattung Agonum der Unterfamilie Platyninae ähnlich. Die Fühler haben einen langen Scapus und sind auf dem Pedicellus und dem dritten bis sechsten Glied mit sehr langen, aufrechten Haaren versehen. Die Deckflügel tragen 12 Längsfurchen, jedoch ohne verkürzte Furche an der Flügeldeckennaht. Die Arten erreichen eine Körperlänge von ca. 6 bis 9 Millimeter.

### Larven
Die Kopfkapsel der Larven ist seitlich abgerundet. Die Fühler sind doppelt so lang, wie die sichelförmigen Mandibeln. Die Galea ist vom Stipes rechtwinkelig zur Mitte hin gerichtet. Sie ist länger als die Maxillarpalpen und das letzte Glied ist basal verdickt und fein granuliert und ansonsten lang reitgertenartig ausgezogen. Dieser distale Teil ist durch ein durchsichtiges Sekret überzogen. Die Labialpalpen sind schlank. Pro-, Meso- und Metanotum tragen gespaltene, flach liegende Härchen, was die Larven von denen der Sandlaufkäfer (Cicindelinae) unterscheidet, die diese Behaarung am Kopf und Pronotum aufweisen. Die Beine sind lang, die Tarsen sind verlängert.

## Lebensweise
Die Arten der Gattung Loricera sind mehr oder weniger wasserliebend. Durch ihre modifizierten Fühler bzw. Maxillen sind sowohl die Imagines, als auch die Larven durch eine eigene Beutefangmethode charakterisiert. Sie machen Jagd auf Springschwänze.

## Systematik und Verbreitung
Die Gattung Loricera umfasst neun holarktisch verbreitete Arten. Zwei Arten erreichen die Gebirge Mittelamerikas, südlich bis Guatemala. Einzige westpaläarktische, und damit auch europäische, Art ist Loricera pilicornis, die zirkumarktisch, auch in Nordamerika, verbreitet ist. Die auf Madeira nachgewiesene Gattung Elliptosoma ist monotypisch und umfasst nur die Art Elliptosoma wollastoni, sie wird von anderen Autoren als Untergattung von Loricera aufgefasst. Im Folgenden werden alle Subtaxa sowie die europäischen Arten aufgelistet:
- Tribus Loricerini
  - Elliptosoma
    - Elliptosoma wollastoni (Javet, 1852)

  - Loricera
    - Loricera pilicornis (Fabricius, 1775)

## Fossile Arten
Aus dem baltischen Bernstein sind ein imaginaler Käfer (beschrieben als Loricera groehni) und eine gut erhaltene Larve (beschrieben als Loricera electrica) bekannt geworden. Die große Ähnlichkeit der fossilen Funde zu den rezenten Arten lässt auf eine seit langer Zeit wenig veränderte Morphologie schließen. Der adulte Käfer ähnelt dabei eher Arten, die heute nur noch in Ostasien verbreitet sind.

## Belege